# 神戸芸術工科大学
神戸芸術工科大学（こうべげいじゅつこうかだいがく、英語: Kobe Design University、略称:KOBE DU）は、兵庫県神戸市西区学園西町8-1-1に本部を置く日本の私立大学。1928年創立、1989年大学設置。大学の略称は神戸芸工大、神戸芸工。

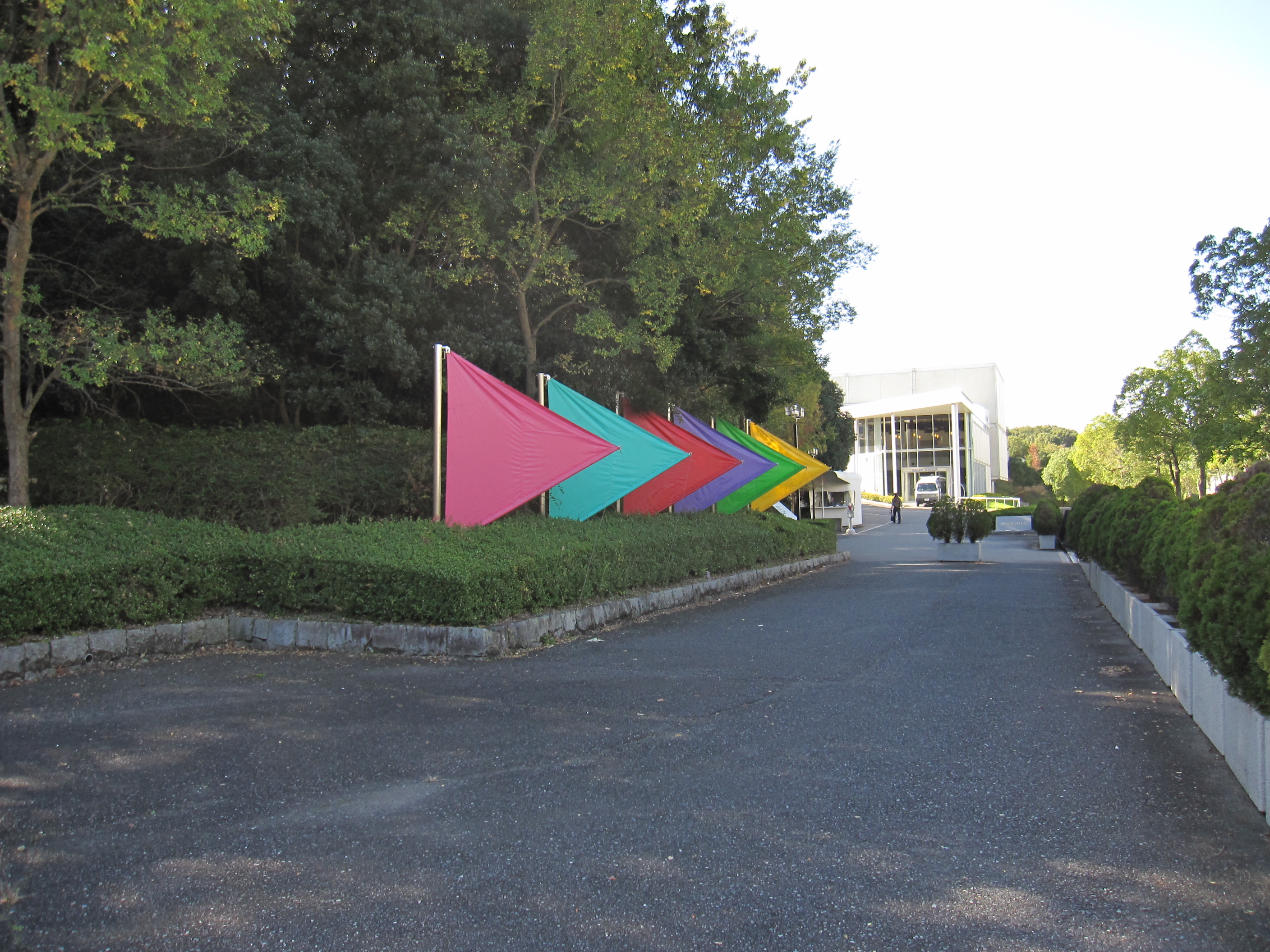
正門

神戸研究学園都市にある芸術大学。デザイナー・アーティスト・クリエイターの養成および、デザインの教育・研究を行っている。学校法人谷岡学園が運営する。谷岡学園は他にも大阪商業大学などを運営する。

## 所在地
神戸市西区学園西町（最寄り駅：神戸市営地下鉄「学園都市駅」下車、徒歩約6分。）
学園都市内には本学の他に、神戸市外国語大学、神戸市看護大学、兵庫県立大学、流通科学大学などの大学がある。
※2007年4月、ポートアイランドキャンパス（芸術工学研究所）は本部キャンパスに統合し、2008年4月に、本部キャンパス内に新校舎を移設。2010年度に漫画関連のメディア表現学科を設置。

## 沿革
- 1928年（昭和3年） - 大阪城東商業学校 設立認可、開校
- 1946年（昭和21年） - 財団法人城東文化学園 設立認可
- 1949年（昭和24年） - 財団法人城東文化学園を財団法人大阪城東大学に名称変更認可
- 1951年（昭和26年） - 財団法人大阪城東大学を学校法人大阪城東大学に組織変更認可。学校法人大阪城東大学を学校法人谷岡学園と名称変更
- 1988年（昭和63年） - 神戸芸術工科大学設置認可
- 1989年（平成元年） - 神戸芸術工科大学開学。芸術工学部環境デザイン学科、工業デザイン学科（プロダクトデザインコース・アパレルデザインコース）、視覚情報デザイン学科を設置
- 1991年（平成3年） - 神戸総合研究所を開設
- 1993年（平成5年） - 神戸芸術工科大学大学院芸術工学研究科芸術工学専攻修士課程、総合デザイン専攻修士課程を開設。神戸総合研究所を芸術工学研究所に改称
- 1994年（平成6年） - 工業デザイン学科のアパレルデザインコースをファッションデザインコースに改称
- 1995年（平成7年） - 芸術工学研究科の芸術工学専攻に博士後期課程を開設し、修士課程から博士前期課程・博士後期課程とする
- 1997年（平成9年） - 博物館学芸員課程を開設
- 2002年（平成14年） - 工業デザイン学科をプロダクトデザイン学科、ファッションデザイン学科に改組
- 2004年（平成16年） - デザイン教育研究センターを設置
- 2005年（平成17年） - 学部名を芸術工学部からデザイン学部に改称。環境デザイン学科を環境・建築デザイン学科に、視覚情報デザイン学科をビジュアルデザイン学科に改組
- 2006年（平成18年） - 先端芸術学部メディア表現学科（写真・CG専攻、まんが・アニメーション専攻）、造形表現学科（造形美術専攻、現代クラフト専攻）を開設
- 2008年（平成20年） - 大学院芸術工学研究科に総合アート専攻修士課程を開設。大学院芸術工学研究科の芸術工学専攻は博士後期課程のみに改組。クリエイティブセンターを設置
- 2010年（平成22年） - 先端芸術学部のメディア表現学科を表現学科と映像表現学科に、造形表現学科をクラフト・美術学科に改組。アジアンデザイン研究所を設置
- 2013年（平成25年） - デザイン教育研究センターを基礎教育センターに改組。インタラクションデザイン教育研究所を設置
- 2015年（平成27年） - デザイン学部、先端芸術学部を芸術工学部に改組。環境・建築デザイン学科を環境デザイン学科に、プロダクトデザイン学科をプロダクト・インテリアデザイン学科に、クラフト・美術学科をアート・クラフト学科に改組。大学院芸術工学研究科の総合デザイン専攻修士課程、総合アート専攻修士課程を総合アート＆デザイン専攻修士課程に改組
- 2016年（平成28年） - 芸術工学研究機構、学生会館を設置

## 教育および研究

### 学部・学科
芸術工学部
（2024年度以降）
- AE 建築・環境デザイン学科

まちづくり・ランドスケープコース
建築・リノベーションコース
商空間・インテリアコース
- PC 生産・工芸デザイン学科

プロダクトデザインコース
ファッション・テキスタイルコース
クラフトコース
- VD ビジュアルデザイン学科

グラフィック・コミュニケーションデザインコース
WEB・デジタルデザインコース
エディトリアルデザイン・イラストレーションコース
- MA メディア芸術学科

まんが・コミックイラストコース
映画・映像・アニメーションコース
CG・ゲームコース
（2023年度まで）
- ビジュアルデザイン学科（旧 デザイン学部視覚情報デザイン学科）

グラフィックデザインコース
エディトリアルデザインコース
Web・モーショングラフィックスコース
イラストレーション・絵本創作コース（現：イラストレーションコース、絵本制作コース）
- ファッションデザイン学科（旧 デザイン学部工業デザイン学科アパレルデザインコース）

ファッションデザインコース
テキスタイルデザインコース
ファッション企画コース
- プロダクト・インテリアデザイン学科（旧 デザイン学部工業デザイン学科プロダクトデザインコース、インテリアデザイン学科）

ユニバーサルデザインコース
インテリア・家具・木工コース
プロダクト・カーデザインコース
- 環境デザイン学科（旧 デザイン学部環境・建築デザイン学科）

リノベーションコース
建築コース
ランドスケープコース
まちづくりコース
- まんが表現学科（旧 先端芸術学部メディア表現学科まんが・アニメーション専攻のまんが領域）

ストーリーまんがコース
Webアニメ・コミックコース
コミックイラストレーションコース
- 映像表現学科（旧 先端芸術学部メディア表現学科映画専攻、写真・CG専攻、まんが・アニメーション専攻のアニメーション領域）

デジタルクリエーションコース（現 CGコース）
映画コース
アニメーションコース
- アート・クラフト学科（旧 先端芸術学部造形表現学科、クラフト・美術学科）

絵画コース
フィギュア・彫刻コース
美術教育コース
ガラス・陶芸コース
ジュエリー・メタルワークコース

### 大学院
芸術工学研究科
- 芸術工学専攻（博士課程後期）
- 総合アート＆デザイン専攻（修士課程）

## 施設
学園都市キャンパス
- A棟（本館）
- B棟（情報図書館）
- C棟（厚生間）
- D棟（講堂・ギャラリー）
- E棟（体育館）
- F棟（学生会館）
- 1号棟（基礎教育センター／全学共用）
- 2号棟（コンピュータラボラトリー）
- 3号棟（クリエイティブセンター）
- 4号棟（大学院）
- 5号棟（環境デザイン学科）
- 6号棟（プロダクト･インテリアデザイン学科、ファッションデザイン学科）
- 7号棟（ビジュアルデザイン学科）
- 8号棟（まんが表現学科、映像表現学科、アート・クラフト学科）
- 91号棟（ラボラトリー）
- 92号棟（ラボラトリー）
- 93号棟（ラボラトリー）
- 94号棟（ラボラトリー）
- 95号棟（大学院工房）
- 96号棟（ラボラトリー）

## 大学公認クラブ及びサークル

### クラブ
体育系クラブ
- ダンス部（Leap Frog）

文化系クラブ
- 軽音楽部（oton）
- 創作部
- 特殊造形部

### サークル
体育系サークル
- バレーボールサークル
- テニスサークル（グリーンキャタピラ）
- バスケットボールサークル
- バドミントンサークル
- 水泳サークル

文化系サークル
- アコースティックサークル
- 技術部サークル
- はたけぶサークル
- 演劇サークル
- 雑貨サークル
- 出版サークル
- アウトサイダーアートサークル

## 交通機関
電鉄
- 神戸市営地下鉄「学園都市駅」

バス
- 神戸市交通局市バス「学園都市駅前」

## 大学関係者・出身者
- 神戸芸術工科大学の人物一覧

## 大学の出版物
神戸芸術工科大学レクチャーシリーズ
- 円相の芸術工学 （ISBN 4-875022-50-6）
- 「めくるめき」の芸術工学 （ISBN 4-875022-95-6）
- 「ふと…（セレンディピティ）」の芸術工学 （ISBN 4-875023-13-8）
- 「まだら」の芸術工学 （ISBN 4-875023-49-9）
- 表象の芸術工学 （ISBN 4-875023-64-2）
- ジオメトリック・アート―幾何学の宇宙教室 （ISBN 4-875023-92-8）

神戸芸術工科大学レクチャーブックス
- デザインのことば （ISBN 4-903500-04-7）
- 文字のデザイン・書体のフシギ （ISBN 4-903500-07-1）
- デザインを構想する （ISBN 4-903500-16-0）
- 母型 （ISBN 4-903500-21-7）

神戸芸術工科大学レクチャーシリーズ2
- 美術と展示の現場 （ISBN 4-880083-85-2）
- 心が形になるとき－美術と展示の現場〈2〉 （ISBN 4-880083-95-X）
- スケッチング （ISBN 4-880084-05-0）

その他
- New Garden City of the 21st Century ? （ISBN 4-9901317-1-1）
- トーキング・マップ／変型地図 （ISBN 4-906544-11-8）
- インタラクション・デザイン・ノート （ISBN 4-906544-10-X）
- 環境デザインへの招待 （ISBN 4-906544-12-6 ）
- ビジュアル・ダイアローグ （ISBN 4-906544-13-4）
- 初めての建築設計ステップ・バイ・ステップ （ISBN 4-395241-21-2 ）
- 動く山・アジアの山車（この世とあの世をむすぶもの…） （ISBN 4-903500-65-9 ）